# Кошевський Костянтин Петрович
Костянт́ин Петро́вич Коше́вський (Шкляр, Скляр) (* 30 (18) вересня 1895, Шульгівка, сучасний Петриківський район — † 14 березня 1945, Київ) — український актор та режисер радянських часів, один з фундаторів та режисер Київського українського драматичного театру ім. І. Я. Франка; 1944 — заслужений діяч мистецтв Узбецької РСР. Чоловік української актриси Поліни Скляр-Отави.

## Життєпис
Працював на шахтах Донбасу, виступав в шахтарському драмгуртку. З 1914 року — артист Катеринославської опери.
В 1918—1919 роках працював у «Молодому театрі» в Києві, протягом 1920—1921 років — у київському Першому театрі Української Радянської Республіки ім. Шевченка.
У 1922—1930 та 1934—1945 роках працює в українському драматичному театрі ім. Івана Франка (від початку — у Вінниці, з 1926 року театр знаходиться у Києві). Основу трупи вінницького театру становили Феодосія Барвінська, Амвросій Бучма, Валентина Варецька, Олексій Ватуля, Костянтин Кошевський, Василь Кречет, Мар'ян Крушельницький, Семен Семдор, Володимир Сокирко, Олександр Юра-Юрський, Терентій Юра.
З 1930 по 1931 рік працював в Одеській державній драмі, в 1932—1933 — у Дніпропетровському українському драматичному театрі ім. Шевченка.
В його творчому доробку постановки вистав:
- «Платон Кречет» О. Корнійчука − 1934,
- «Маруся Богуславка» М. Старицького — 1941,
- «Російські люди» К. Симонова — 1943,
- «Останні» М. Горького,
- «Витівки Скапена» Мольєра.

Знімався в кіно.
Написав п'єси «Блукаючі вогні» та «Будні».